# Őrület (film)
Az Őrület (Frantic) 1988-ban bemutatott színes, amerikai thriller. Roman Polański alkotása világszerte közönségsikert aratott, ám számos kritikus fanyalogva fogadta a művet. Noha egyértelműen Alfred Hitchcock hatása fedezhető fel a filmben, Polanski tagadta, hogy szándékosan az ő stílusában akart volna forgatni.

## A cselekmény

Útban a hotelbe (Harrison Ford és Betty Buckley)

Dr. Richard Walker amerikai orvos és felesége, Sondra Párizsba érkezik egy orvosi konferenciára, ahol majd Richard is tartani fog egy előadást. Húsz éve jártak itt, a nászútjukon. A szállodai szobában veszik észre, hogy felesége bőröndjét elcserélték a repülőtéren, ezért telefonálnak az elveszett tárgyakkal foglalkozó ügyintézőnek. Sondra lezuhanyozik, majd Richard megy zuhanyozni. A felesége eközben mond neki valamit, de a vízcsobogástól nem érti mit. Richard megreggelizik, majd az ágyon elszunyókál. Ekkor már gyanús neki, hogy a felesége még nem jött vissza. Eleinte azt hiszi, csupán kiszaladt valahová, de nem találja a szálloda közösségi helyiségeiben. Szól az igazgatónak, majd értesítik a szállodai detektívet is. Az éjszakai portás már hazament és a gyereke nem ébreszti fel az apját. A közeli kávézóban egy rossz külsejű alak azt állítja, hogy látta az asszonyt, amint ismeretlen férfiak betuszkolták egy kocsiba. A helyet is megmutatja, és valóban, Richard észreveszi a földön felesége parányi ezüst karkötőjét, amelynek belső lapjába az asszony keresztnevét gravírozták. Richard immár meg van győződve arról, hogy a feleségét elrabolták, de se a rendőrségen, se az amerikai nagykövetségen nem veszik őt igazán komolyan. A hivatalnokok arra célozgatnak, hogy az asszonynak talán van valakije Párizsban, akiről a férje eddig nem tudott. Richard visszatér a szállodába. A szobában felkelti a figyelmét az a bőrönd, amit tévedésből hoztak el a repülőtérről. Kíváncsiságból kinyitja, de semmi különöset nem talál benne. Női ruhaneműk, illatszerek, egy szuvenírként hozott mini Szabadság-szobor és egy doboz gyufa, melynek belsejébe valaki egy keresztnevet és egy telefonszámot írt: Dédé, 47008078. A férfi rájön, hogy a szám egy Blue Parrot (=kék papagáj) nevű szórakozóhelyé. Elmegy oda, és Dédét keresi. Őt nem találja meg, de egy rasztafrizurás férfi félreértésből kábítószert ajánl számára. Némi pénzért Richardnak sikerül tőle megtudnia Dédé címét. Elmegy a férfi lakására, ahol megállapítja, hogy az több napja halott. Magával viszi az üzenetrögzítő kazettáját, és a szállodában megkéri a portást, jöjjön fel a szobájába és fordítsa le neki az üzeneteket. A szobát feldúlva találják. A kazetta szerint egy türelmetlen női hang háromszor kereste Dédét. Richard visszamegy abba a házba, ahol a férfi lakott, és a folyosón várakozik. Hajnali négy után megjelenik egy fiatal, fekete bőrruhába öltözött lány, és amikor felfedezi a gyilkosságot, el akar rohanni. Richard a lépcsőházban fogja vallatóra a rémült teremtést. Rövidesen kiderül, hogy övé volt az a bőrönd, amit a repülőtéren elcseréltek. A lánynak feltűnően fontos, hogy mielőbb visszakapja a holmiját. Richard számára világossá válik, hogy a bőröndnek nagyobb a jelentősége, mint azt addig gondolta, és a lány az egyetlen reménysugár arra, hogy megtalálja eltűnt feleségét…
A repülőtéren visszaadják nekik a lány, Michelle bőröndjét. Richard a konferenciára érkező kollégákkal találkozik, közben a lány elmegy a bőröndjével, de Richardnak sikerül felszaladnia a lépcsőházban és utoléri a lány sárga Volkswagen „bogár” kocsiját a kijáratnál.
Visszamegy a lánnyal a szállodába, ahol a szobájában átad neki egy csekket 2000 dollárról, mert a lány azt mondja, hogy még nem kapta meg a pénzt a szállításért. Erősködik, hogy nem kábítószerről van szó. Mielőtt távozna, még elmondja, hogy a másik bőröndöt egy csomagmegőrzőben kellett hagynia, aminek már nincs nála a kulcsa. Richard tudja, hogy a felesége ráírta a bőrönd címkéjére a saját nevét és a szálloda címét, amit az ismeretlenek így találtak meg. A szobában hamarosan megjelenik a szálloda igazgatója, a detektív és a rendőrség két embere is, mivel a szálloda bejelentette a szoba feldúlását. Richard azonban azt hazudja, hogy veszekedtek a feleségével és ő maga dobálta össze a holmiját. Távozóban az egyik nyomozó közli, hogy megtalálták egy Dédé Martin nevű férfi holttestét és óvatosságra inti Richardot.
Richard kiszórja a földre a lány bőröndjének tartalmát, elrejtett tárgyat, titkos rekeszt keres, de semmit sem talál. Kinyitja a benne lévő Marlboro cigarettás kartont, de abban valóban cigaretta van. A Szabadság-szobrot is megpróbálja szétfeszíteni, de nem sikerül neki.
Összepakolja a bőröndöt és visszaviszi a lány lakásához. Az ajtóban férfihangokat hall, akik faggatják a lányt, ezért a lánytól látott módszerrel kimászik a bőrönddel együtt a tetőre, de a bőrönd kicsúszik a kezéből, a tartalma szétszóródik a bádogtetőn. Richard egy tévéantennába kapaszkodik, hogy ő maga ne essen le. A bőrönd nélkül megy tovább, leveszi a cipőjét és a zokniját, hogy kevésbé csússzon. Leereszkedik a tetőablakon a fürdőszobába, kicsit hallgatózik (a két férfi angolul követeli a lánytól a szobrot – ami most éppen a tető szélén van). Richard meztelenre vetkőzik, és bebújik az ágyba, majd mintha akkor ébredne, kiszól a lánynak. A két férfi sietve távozik, de egyikük még leüti Richardot, amikor az megfenyegeti őket.
Richard egy nagyobb hajón tér magához. A lány is ott van, és közli vele, hogy Richard felesége már kétszer telefonált a szállodába és egy órakor újra hívni fogja. A lány kocsiján a szállodába mennek (Richard mezítláb van). Amikor csörög a telefon, egy férfi szól bele, majd pár szót Sondra is mond. A férfi egy parkolóház címét adja meg és a feleségéért cserébe a szobrot követeli. Richard és a lány visszamennek a lány lakásához, a tetőre a szoborért, de az leesik a hatodik emelt magasságából és két darabra törik. A mászás közben a lány is majdnem leesik, de Richard felhúzza. A szoborból egy apró, fekete, hengeres tárgy gurul elő, amiből négy drót áll ki. Sugárveszélyre utaló sárga jelzés van rajta, és egy „Krytron” felirat. A szobrot tessék-lássék összeragasztják, majd gyalog a parkolóház megadott pontjára mennek. Itt Richard odaadja a lánynak a szobrot és egy sötét sarokban álló kocsi mögé küldi. Nem sokkal később két autó érkezik, elől egy sötétkék BMW és egy sötétzöld Peugeot 604, ami kissé hátrébb áll meg. Az első kissé tovább megy, de Richard látja a feleségét a jobb első ülésben. A hátsó ülésen ülő bajuszos férfi a „csomagot” követeli és hirtelen egy kést szorít Sondra nyakához. Richard a lányt szólítja, aki meglehetősen lassan közeledik, mert fél, hogy le fogják lőni. Egy ajtóból két férfi ugrik elő és lövéseket ad le az elől álló kocsira és a lányra, de egyiket sem találják el. Az elől lévő és a hátsó autó is megindul, arra is lőnek, annak a hátsó szélvédője betörik és az autó egy oszlopnak hajt. A sofőrje (dúsabb bajszú férfi) meghalt. Richard beugrik a kocsiba és gázt ad, a lány a kitört hátsó szélvédő helyén mászik be. Üldözni kezdik a másik kocsit, de elvesztik a nyomát a párizsi csúcsforgalomban. Miközben Richard a jobb oldalon ülve vezet, a lány a halott férfi fejét tartja (hogy a járókelők azt higgyék, ő vezeti az autót). A lány üldözés közben ki tudja venni a férfi tárcáját. Amikor kiszállnak egy kávéháznál, Richard még megpróbál szívmasszázst alkalmazni, de a dolog reménytelen, a férfi szájából sötét vér patakzik elő.
Richard felhívja a rendőrséget és megadja az autó rendszámát, amivel elvitték a feleségét és hogy egy sötétkék BMW-ről van szó. A vonal másik végén lévő férfi értetlenkedik, ezért Richard mérgesen lecsapja a kagylót. A kávéházi asztalnál átnézik a halott sofőr tárcáját és többek között egy „A Touch of Class” nevű éjszakai mulató reklámcéduláit találják nála. Nemsokára az amerikai követség két embere érkezik: az egyik, akinek Richard leadta az eltűnt felesége adatait, a másik egy szakértő, aki elmondja, hogy a kis fekete henger (ami ekkor az asztalon látható) egy amerikai katonai gyújtószerkezet, amivel akár atomrakétát is lehet robbantani. A követségiek be akarják vinni a gyújtószerkezetet a követségre, Richard azonban tiltakozik, mivel tudja, hogy a felesége élete a henger átadásán múlik. Egyszerre többen is nyúlnak az apró szerkezete felé, ami az asztal alá gurul. Ott Michelle-nek sikerül megkaparintania, aki közben könnygázsprét fúj mindenkire (még Richard arcába is).
Este elmennek az „A Touch of Class” nevű éjszakai mulatóba. Ott Richard az American Express bankkártyája átadásával akar jelt adni az igazgatónak, aki kis idő múlva meg is jelenik. Közben Richard és Michelle táncolnak. Az igazgató (akiben fel lehet ismerni a BMW-ben ülő férfit) azt ajánlja, hogy adja át neki a tárgyat és megkapja a feleségét. Richard azt mondja, hogy ezúttal ő fogja megadni a helyszínt és az időpontot. Ugyanarra hajóra mennek éjszakára. Innen nézelődve Richard megfelelő helyet talál. Hajnali 5 órára, az Île aux Cygnes nevű mesterséges rakpart-sziget csúcsára beszéli meg a találkozót, a Szabadság-szobor mellett.
Richard egyedül várakozik a kissé ködös hídon, amikor megérkezik Michelle is, akinek Richard pénzt hagyott, mert úgy gondolta, hogy a csere veszélyes lesz és ki akarta hagyni a lányt. Ő azonban visszaadja a pénzt. Amikor egy kis motoros csónak érkezik, mindketten lemennek a partra. Az igazgató és egy társa, valamint Sondra vannak a hajón (Sondra ugyanabban a piros ruhában van). Richard felmutatja a hengert, amit az elrabló távcsővel fürkész. Miután rendben találja a dolgot, azt mondja, hogy a lány vigye oda. Ugyanakkor Sondra elindul a hajótól Richard felé, ahova meg is érkezik. Michelle tízezer frankot követel az emberrablóktól, különben azzal fenyegetőzik, hogy a vízbe dobja a hengert. Az elrablóknál azonban nincs ennyi készpénz. Ekkor a hídon a parkolóházban feltűnt két férfi bukkant fel és ők is a hengert akarják. Michelle elindulna, de az egyik elrabló felkapja a hengert és egy automata fegyverből lövéseket ad le a hídon lévők irányába, akik viszonozzák a tüzet. Az elrablót eltalálják. Richard a lányt túszul maga előtt tartó emberrablóra veti magát. A lány kiszabadul, az elrablót eltalálják a hídról. A földön fekvő rabló (a mulató igazgatója) még rá tud lőni a lányra, akit eltalál. A lány felveszi a hengert és Sondra felé vonszolja magát, majd ott lerogy a földre. Sondra és Richard is látja, hogy a lány sérülése végzetes, még Richard zakójának zsebébe csúsztatja a hengert. Michelle pár másodperc múlva meghal. Időközben a hídon lévő két férfi lejön hozzájuk. Richard megtalálja a zsebébe csúsztatott hengert és dühösen a folyóba dobja, majd felveszi a lányt és a felesége kíséretében elmegy.
Richard és Sondra egy párizsi taxiban ülnek, és miközben várják, hogy az autó elől elmenjen a kukásautó, Richard szerelmet vall a feleségének.

## Érdekességek

Richard és a rasztafrizurás (Harrison Ford és Thomas M. Pollard)

Richard aggódni kezd a felesége miatt (Harrison Ford)

- Polanski egy interjúban azt mondta, hogy egy teljesen banális ötlet adta a film kiindulópontját: mi történik akkor, amikor egy hozzánk közel álló személy valamilyen hétköznapi dolog intézése miatt elmegy otthonról, és nem érkezik vissza a várt időben. Mikor válnak nyugtalanná a hozzátartozók, mikor érzik úgy, hogy valami történt a távol lévővel? Szerinte ez az a nehezen megragadható pillanat, ami a hétköznapiból a rendkívüli felé vezet.
- Noha a film végig Párizsban játszódik, számos szabadtéri jelenettel, csupán kb. 35%-át forgatták eredeti helyszíneken, a többit műteremben vették fel. Polanski jobban szeret stúdióban dolgozni, mert szerinte otthonosabb a hangulat, nincsenek felesleges kívülállók és kíváncsiskodók. A kevés eredeti helyszín egyike maga a szálloda volt, egy ötcsillagos párizsi hotel, melyet a rendező hosszas keresgélés után talált, és úgy ítélte meg, hogy nemzetközi, kevésbé párizsias jellege miatt kitűnő forgatási helyszín.
- Polanski szándékosan kerülte, hogy a közismert párizsi nevezetességek is hangsúlyozottan láthatóak legyenek a filmben. Ezzel szerette volna kidomborítani, hogy Richard milyen idegenként, mennyire ismeretlenül mozog a francia fővárosban, és a helyzetével való nézői azonosulást is meg akarta könnyíteni azzal, hogy a nézők számára nem a más filmekből is jól ismert Párizs-képet közvetíti.
- A film elbeszéléstechnikája Polanski klasszikus alkotása, a Kínai negyed (1974) előadásmódját követi, vagyis a néző mindig csak annyit tud a történésekről, mint maga a főszereplő.
- Az egyik jelenetben Michelle lakásán két férfi faggatja a lányt. A tweedkabátos szinkronhangja maga Polanski volt.
- A film egyik fontos betétdala Grace Jones I’ve seen that face before (Libertango) című slágere.
- Harrison Ford szerint megtévesztő a Frantic cím (pontos jelentése: eszeveszett, tomboló, őrjöngő), mivel a forgatókönyv egyáltalán nem volt eszeveszett tempójú, és az általa játszott szereplő viselkedése sem válik ilyen szélsőségessé. A Moderately disturbed (kb. „Mérsékelten zavart”) címet javasolta, de ez Polanskinak nem tetszett.
- A gyártó stúdió ragaszkodott ahhoz, hogy 15 perccel rövidítsék meg a filmet, illetve új befejezést kértek és kaptak.
- Az Őrület forgatásán jött össze Polanski a női főszereplővel, Emmanuelle Seignerrel, aki később a harmadik felesége lett.
- Harrison Ford Polanski egyik jó barátja: 2003-ban ő vette át a rendezőnek ítélt Oscar-díjat A zongorista (2002) című filmért, mert Polanski ellen évtizedek óta elfogatóparancs van érvényben az Egyesült Államokban egy kiskorú lány megrontásának vádja miatt.
- Egyes elemzők szerint a film lényegében az Orfeusz-mítosz modern variációja: a görög hős nyomán Richard is „leszáll az alvilágba” (= kapcsolatba kerül kis- és nagystílű bűnözőkkel), hogy megtalálja feleségét, és vele együtt visszatérjen a saját nyugalmas (középpolgári) világába.
- Polanski hízelgőnek tartotta, hogy filmjét Alfred Hitchcock műveihez hasonlították, mivel nagy tisztelője legendás kollégájának, ugyanakkor tagadta, hogy az lett volna a célja, hogy Hitchcock stílusában mondjon el egy történetet. Ennek ellenére maga az alaphelyzet is hitchcocki: a főhős véletlenül bűnözők és titkosszolgálatok játszmájába keveredik, és kénytelen feltalálni magát.

## Magyar kritikai visszhang
„Egy pillanatra azt is hihetnénk, a véletlen különös sorsjátékát látjuk majd a vásznon, de Polanski nem a tévedések abszurditásait rendezte meg. Ez az amerikai szívgyógyász nem a Lidérces órák hősének őrületét tapasztalja meg. Nem sodortatja magát az eseményekkel, hanem azonnal felméri a helyzetet, és profi gengszterként cselekszik. […] Eggyel több krimi és eggyel kevesebb Polanski a moziban.”
Székely Gabriella kritikája (Filmvilág, 1990/3, 62. o.)

## Szereplők
| Karakter                           | Színész              | Magyar hang (1990) |
| ---------------------------------- | -------------------- | ------------------ |
| Dr. Richard Walker                 | Harrison Ford        | Csernák János      |
| Sondra Walker                      | Betty Buckley        | Bencze Ilona       |
| Michelle                           | Emmanuelle Seigner   | Prókai Annamária   |
| Tisztviselő az amerikai követségen | John Mahoney         | Somhegyi György    |
| Shaap                              | Jimmie Ray Weeks     | Fülöp Zsigmond     |
| Az emberrabló                      | Yorgo Voyagis        | Konter László      |
| Peter                              | David Huddleston     | Szabó Ottó         |
| Taxisofőr                          | Djiby Soumare        |                    |
| Portás                             | Dominique Virton     | Kiss László        |
| Gaillard, a recepciós              | Gérard Klein         | Nagy Gábor         |
| Hordár                             | Stéphane D'Audeville |                    |
| Ajtónálló                          | Laurent Spielvogel   |                    |
| Ajtónálló                          | Alain Doutey         |                    |
| A Grand Hotel igazgatója           | Jacques Ciron        | Verebély Iván      |
| Hordár                             | Roch Leibovici       |                    |
| Turista                            | Louise Vincent       |                    |
| Grand Hotel biztonsági vezető      | Patrice Melennec     | Jakab Csaba        |
| Takarítónő                         | Ella Jaroszewicz     |                    |
| Virágárus                          | Joëlle Lagneau       | Hegyi Barbara      |
| Virágárus                          | Jean-Pierre Delage   | Juhász Jácint      |
| Kávézós                            | Marc Dudicourt       |                    |
| Pincér                             | Artus de Penguern    |                    |
| Részeg                             | Dominique Pinon      |                    |
| Irodai rendőr                      | Richard Dieux        |                    |
| Felügyelő                          | Yves Rénier          | Várkonyi András    |
| Amerikai biztonsági tiszt          | Robert Ground        |                    |
| Tengerészgyalogos őr               | Bruce Johnson        |                    |
| Hivatalnok az amerikai követségen  | Michael Morris (I)   |                    |
| Hivatalnok az amerikai követségen  | Claude Doineau       |                    |
| Hordár                             | Alan Ladd            |                    |
| Csapos a Kék Papagájban            | André Quiqui         |                    |
| Rastafarian                        | Thomas M. Pollard    | Incze József       |
| Dede Martin                        | Böll Boyer           |                    |
| TWA-tisztviselő                    | Tina Sportolaro      |                    |
| Edie                               | Alexandra Stewart    | Menszátor Magdolna |
| Irwin                              | Robert Barr          |                    |
| Bőrruhás férfi                     | Patrick Floersheim   |                    |
| Férfi tweed-zakóban                | Marcel Bluwal        | Gruber Hugó        |
| Lakóhajó-tulajdonos                | Isabelle Soimaud     | Hegyi Barbara      |
| A testőr                           | David Jaul           |                    |
| Halott sofőr                       | Jean-Claude Houbart  |                    |
| Dr. Metlaoui                       | Raouf Ben Amor       | Vass Gábor         |